# Live at Hammersmith Odeon (Black Sabbath)
Live at Hammersmith Odeon är ett livealbum av heavy metal-bandet Black Sabbath, utgivet i maj 2007. Det spelades in i december 1981 på Hammersmith Odeon i London.

## Låtlista
1. "E5150" - 1:17
2. "Neon Knights" - 4:37
3. "N.I.B." - 5:16
4. "Children of the Sea" - 6:07
5. "Country Girl" - 3:53
6. "Black Sabbath" - 8:24
7. "War Pigs" - 7:40
8. "Slipping Away" - 3:18
9. "Iron Man" - 7:05
10. "The Mob Rules" - 3:33
11. "Heaven and Hell" - 14:24
12. "Paranoid" - 3:21
13. "Voodoo" - 5:44
14. "Children of the Grave" - 5:03